# داو تين هاي
داو تين هاي Đào Thiên Hải (ولد في 10 مايو 1978) لاعب شطرنج فيتنامي يحمل لقب أستاذ كبير.

## ألقاب
- هو أول لاعب شطرنج فيتنامي يحصل على لقب أستاذ كبير عام 1995.

## إنجازات
- فاز ببطولة العالم تحت 16 سنة في براتيسلافا عام 1993.
- شارك في كأس العالم للشطرنج عام 2005، حيث هزمه سيرغي روبلفسكي في الجولة الأولى.

## روابط خارجية
- داو تين هاي على موقع الاتحاد الدولي للشطرنج (الإنجليزية)
- داو تين هاي على موقع مباريات الشطرنج (الإنجليزية)
- داو تين هاي على موقع 365Chess.com (الإنجليزية)
- داو تين هاي على موقع Chesstempo.com (الإنجليزية)
- داو تين هاي سجل أولمبياد الشطرنج على موقع OlimpBase.org (الإنجليزية)